# Hans-Jürgen Bucher
Hans-Jürgen Bucher (* 5. Dezember 1953 in Fridingen an der Donau) ist ein deutscher Medienwissenschaftler und emeritierter Professor für Medienwissenschaft an der Universität Trier.

## Leben
Hans-Jürgen Bucher studierte Germanistik und Sportwissenschaft an der Universität Tübingen. 1985 wurde er mit seiner Arbeit Pressekommunikation. Grundstrukturen einer Form der öffentlichen Kommunikation aus linguistischer Sicht. promoviert. Von 1979 bis 1980 durchlief er das Referendariat für das höhere Lehramt an Gymnasien. Von 1992 bis 1993 war er als wissenschaftlich-journalistischer Dozent am Deutschen Institut für publizistische Bildungsarbeit, Journalisten-Zentrum Haus Busch in Hagen tätig.
Zwischen 1993 und 1995 arbeitete er als Journalist beim Schwäbischen Tagblatt bzw. beim SWR-Hörfunk (Landesstudio Tübingen). Von 1995 bis 1997 war er wissenschaftlicher Angestellter und Studienrat im Hochschuldienst an der Universität Augsburg. 1996 vertrat er die Professur Allgemeine und Spezielle Journalistik am Institut für Kommunikations- und Medienwissenschaft der Universität Leipzig.
Im Jahr 1997 wurde er zum Professor für Medienwissenschaft an der Universität Trier berufen. Im Jahre 2001 hatte er eine Gastprofessur für International Journalism an der Hamline University in St. Paul, Minnesota inne. Im Jahr 2019 hielt Bucher seine Abschiedsvorlesung und wurde emeritiert.
2021 wurde er zum „Distinguished Senior Fellow“ am Karlsruher Institut für Technologie ernannt.
Bucher ist ein Neffe des Malers Hans Bucher und engagiert sich in der Kulturarbeit seines Heimatortes Fridingen.

## Forschungsschwerpunkte
- Mediensprache und Medienkommunikation
- Produktions- und Produktanalyse
- Print- und Online-Journalismus
- Medienrezeption
- Theorien der Medienwissenschaft
- Theorien des Journalismus
- Empirische Methoden der Medienforschung
- Visualisierung und Verständlichkeit
- Mediengeschichte
- Medienkritik
- Textdesign
- Wissensvermittlung in hypermedialen, non-linearen Kommunikationsformen
- Wissenschaftskommunikation
- Multimodalität

## Publikationen (Auswahl)
- Bucher, Hans-Jürgen 1986: Pressekommunikation. Grundstrukturen einer Form der öffentlichen Kommunikation aus linguistischer Sicht. Tübingen.
- Bucher, Hans-Jürgen / Blum, Joachim 1998: Die Zeitung: Ein Multimedium. Textdesign – ein Gestaltungskonzept für Text, Bild und Grafik. Konstanz.
- Bucher, Hans-Jürgen / Straßner, Erich (Hg.) 1991: Mediensprache – Medienkommunikation – Medienkritik. Tübingen.
- Bucher, Hans-Jürgen / Klinger, Walter / Schröter, Christian (Hg.) 1995: Radiotrends. Formate, Konzepte, Analysen. Baden-Baden.
- Altmeppen, Klaus / Bucher, Hans-Jürgen / Löffelholz, Martin (Hg.) 2000: Online-Journalismus. Wiesbaden.
- Bucher, Hans-Jürgen / Püschel, Ulrich (Hg.) 2001: Die Zeitung zwischen Print und Digitalisierung. Wiesbaden.
- Bucher, Hans-Jürgen / Jäckel, Michael (Hg.) 2002: Die Kommunikationsqualität von E-Business-Plattformen. Empirische Untersuchungen zu Usability und Vertrauen von Online-Angeboten. Trier.
- Bucher, Hans-Jürgen / Altmeppen, Klaus (Hg.) 2003: Qualität im Journalismus. Wiesbaden.
- Bucher, Hans-Jürgen  / Gloning, Thomas / Lehnen, Katrin (Hg.) 2010: Neue Medien – neue Medienformate. Ausdifferenzierung und Konvergenz in der Medienkommunikation. Frankfurt a. M.
- Bucher, Hans-Jürgen / Schumacher, Peter (Hg.) 2012: Interaktionale Rezeptionsforschung. Theorie und Methode der Blickaufzeichnung in der Medienforschung. Wiesbaden.
- Bucher, Hans-Jürgen et al. 2012: Publizistische Qualität im lokalen Fernsehen. Eine sendungsbezogene Rezeptionsstudie. Baden-Baden.
- Bucher, Hans-Jürgen (Hg.) 2020: Medienkritik zwischen ideologischer Instrumentalisierung und kritischer Aufklärung. Köln.

## Einzelbelege
1. ↑  Inhaltsverzeichnis der Promotion
2. ↑  Persönliche Website an der Universität Trier
3. ↑  Inge Kreutz: Trierer Medienprofessor hört auf: „Journalismus ist auch in Zukunft wichtig“. In: Trierischer Volksfreund. 1. Februar 2019, ISSN 0942-7031 (volksfreund.de [abgerufen am 31. Mai 2019]).
4. ↑  Prof. Dr. Hans-Jürgen Bucher. In: MIRKKOMM. Abgerufen am 20. Mai 2024 (deutsch).

| Personendaten    | Personendaten                                              |
| ---------------- | ---------------------------------------------------------- |
| NAME             | Bucher, Hans-Jürgen                                        |
| KURZBESCHREIBUNG | deutscher Medienwissenschaftler und emeritierter Professor |
| GEBURTSDATUM     | 5. Dezember 1953                                           |
| GEBURTSORT       | Fridingen an der Donau                                     |